# Zeta Cephei
Zeta Cephei (ζ Cep) – gwiazda w gwiazdozbiorze Cefeusza, odległa od Słońca o około 836 lat świetlnych.

## Charakterystyka
Zeta Cephei jest nadolbrzymem należącym do typu widmowego K1,5. Jego jasność jest około 5900 razy większa niż jasność Słońca, a promień jest 145 razy większy od słonecznego. Jeżeli gwiazda dopiero zaczyna syntezę helu w węgiel, to jej masa jest 9 razy większa niż masa Słońca; jeżeli proces ten już trwa, to jest niższa i równa 7 M☉. Jej temperatura jest równa 4310 K. Gwiazda istnieje od około 50 milionów lat, rozpoczęła życie jako znacznie gorętsza gwiazda typu widmowego B i prawdopodobnie zakończy życie jako masywny biały karzeł; możliwe jest też, że przy wyższej masie eksploduje on jako supernowa.
Zeta Cephei była podejrzewana o posiadanie towarzysza, powodującego zaćmienia, jednak jest to obecnie kwestionowane. Jeśli towarzysz jednak istnieje, to nawet jeśli główny składnik stanie się białym karłem, ewentualny transfer materii w układzie może doprowadzić do eksplozji supernowej.